# Fährturm (Mehring)
Der Fährturm in Mehring (Mosel) ist ein Kulturdenkmal im Landkreis Trier-Saarburg in Rheinland-Pfalz.
Der viergeschossige Putzbau mit Pyramidenhelm wurde wohl kurz nach 1783/84 unter der Herrschaft des Trierer Kurfürsten Clemens Wenzeslaus auf der linken Moselseite erbaut.
Auf der rechten Moselseite war das Fährseil an einer Felswand befestigt.
Die Fähre war bis zum ersten Bau der Moselbrücke 1903 in Betrieb.
Am Fährturm ist eine Metalltafel mit Informationen angebracht. Vor dem Fährturm steht ein Wappenstein aus dem Jahre 1667 mit dem Wappen des Trierer Kurfürsten Karl Kaspar von der Leyen.
Das Walzerlied In Mehring am alten Fährturm wurde von dem in Trier geborenen Franzleo Andries unter seinem Pseudonym Hans Korten komponiert.

## Fotos

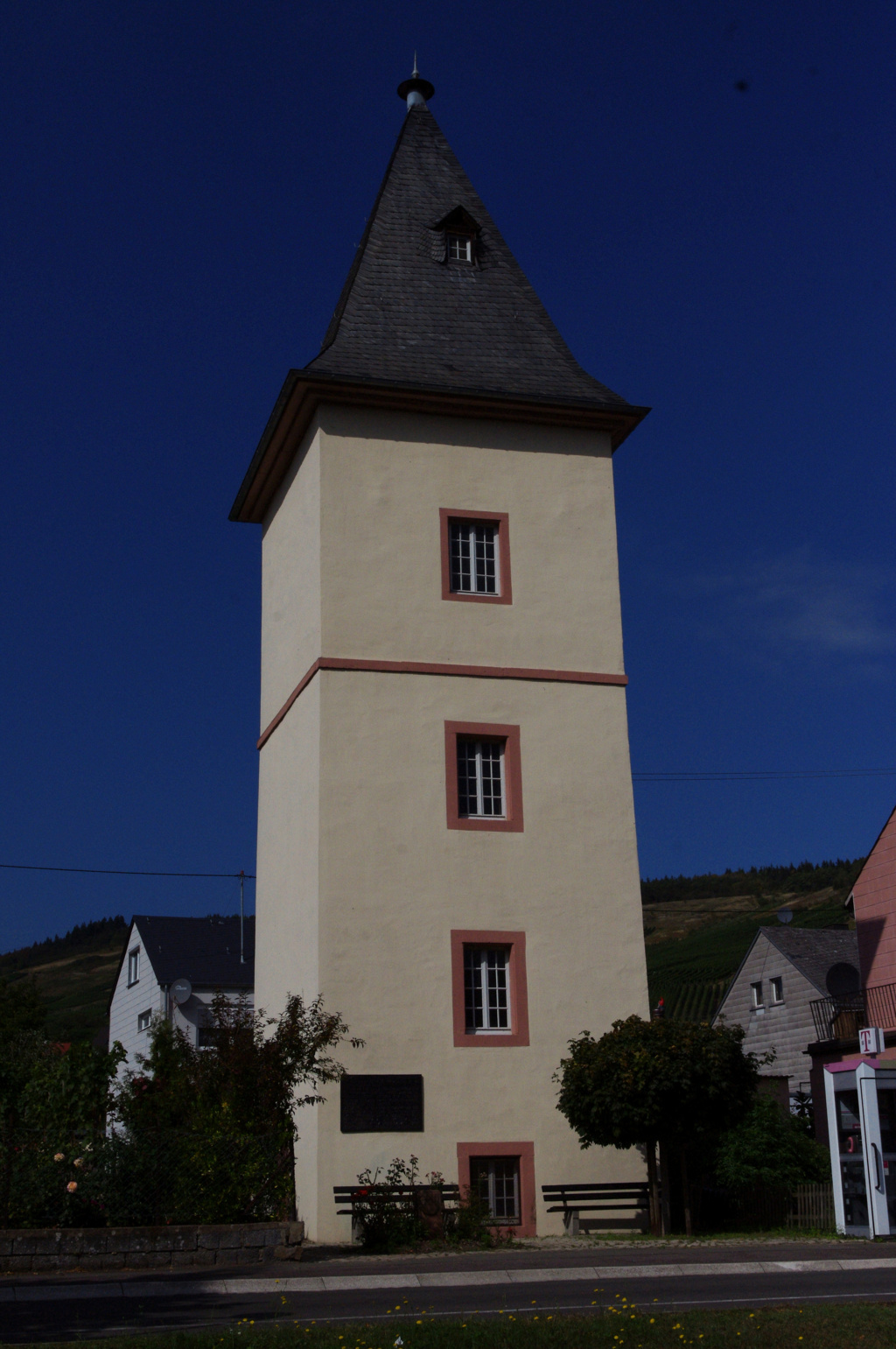
Fährturm (2011)
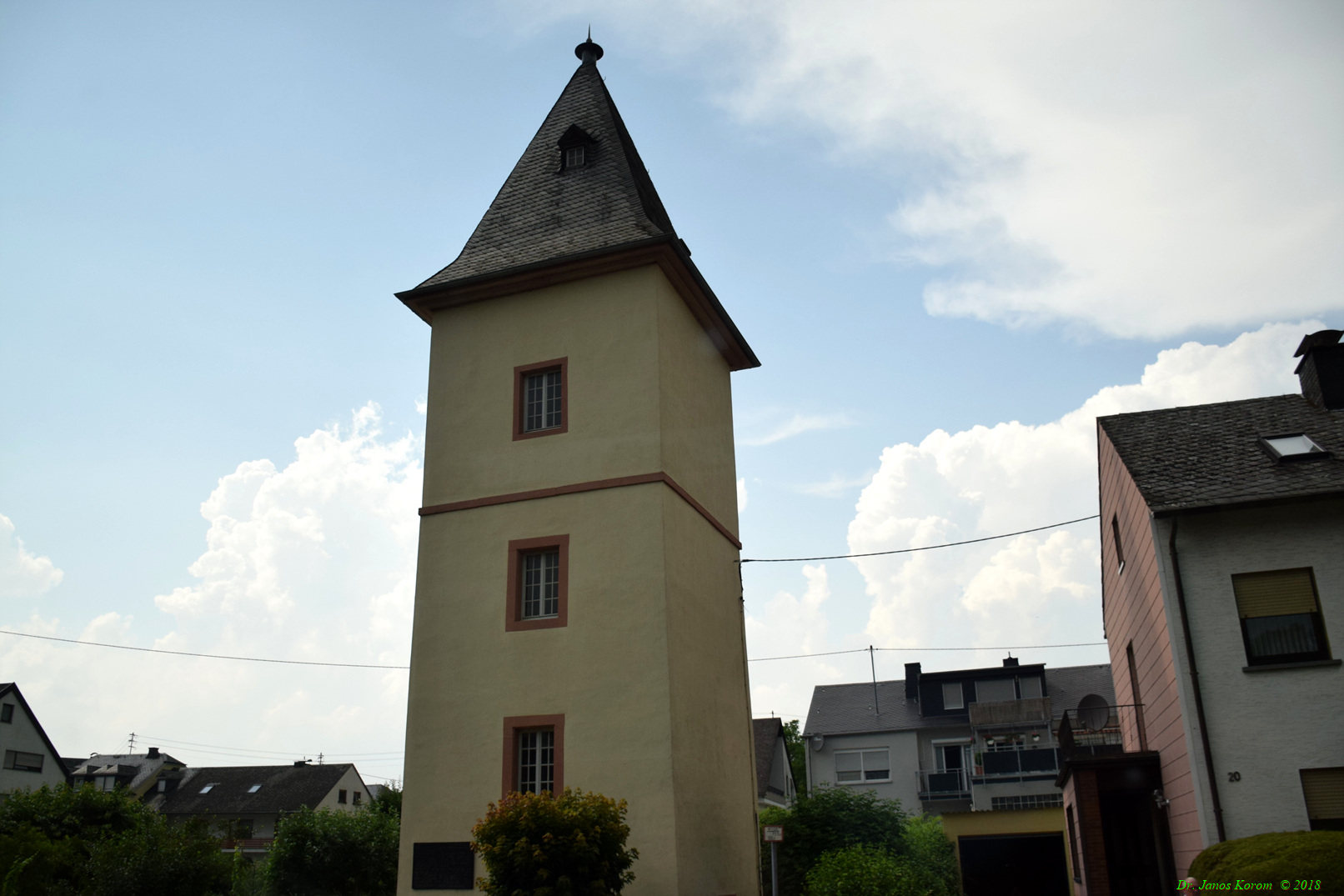
Fährturm (2018)